# Sonate K. 380
La sonate K. 380 (F.326/L.23) en mi majeur est une œuvre pour clavier du compositeur italien Domenico Scarlatti.

## Présentation
La sonate en mi majeur K. 380, notée Andande commodo, est une des plus célèbres du corpus et la plus enregistrée. C'est une œuvre évocatrice de sonorités de chasse où résonnent des quintes, évoquant les cors, dans un rythme omniprésent de dactyle, le tout créant une atmosphère de mise en scène d'une petite cérémonie madrilène. Elle porte d'ailleurs parfois le sous-titre de « cortège ». Elle est aussi exceptionnelle par sa tessiture aiguë (sol 5 et fa# 5), mesure 55.
Selon toutes les sources, l'œuvre forme la première partie d'une paire avec l'Allegro K. 381.
Dernières mesures de la sonate :

## Manuscrits

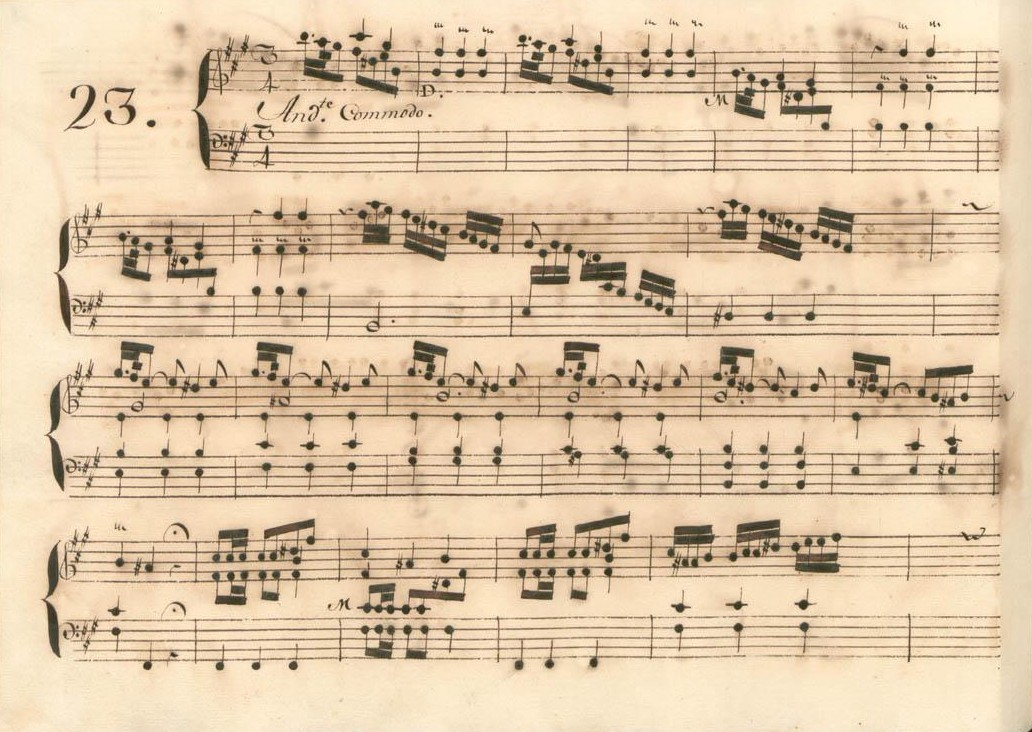
Début de la sonate, extraite du volume X du manuscrit de Parme.

Le manuscrit principal est le numéro 23 du volume VIII de Venise (1754), copié pour Maria Barbara ; l'autre étant Parme X 23. Les autres sources sont Münster IV 47 et Vienne B 47.

## Postérité
La sonate K. 380 fait partie de la Scarlattiana, op. 44 (Rome, 1926) d'Alfredo Casella, un divertimento pour piano et petit orchestre, créée au Carnegie Hall de New York, le 22 janvier 1927, avec le compositeur au piano et sous la direction d'Otto Klemperer. Casella a puisé quatre-vingt-huit mélodies pour en tirer son œuvre, en cinq mouvements.

## Cinéma
La pièce est utilisée pour le film L'Œil du diable (1960) d'Ingmar Bergman, à l'instar de la sonate K. 535.

## Interprètes
Les grands interprètes au piano de la sonate K. 380, l'une des plus jouée, sont Walter Gieseking (1925), Robert Casadesus (1952, Sony), Dinu Lipatti (1947), Marcelle Meyer (novembre 1954), Madeleine de Valmalète (Tahra), Vladimir Horowitz (1946, RCA ; concerts Moscou et Chicago 1986, DG ; Berlin, 1986, Sony), Emil Gilels (1955, Westminster/DG), Aldo Ciccolini (1962, EMI), mais aussi Christian Zacharias (1981, EMI), Fou Ts'ong (1984, Collin/Meridian), Heidi Kommerell (1985, Audite), Ivo Pogorelich (1992, DG), Mikhaïl Pletnev (1994, Virgin), Sergio Fiorentino (1995, Piano Classics), Fabio Grasso (2005, Accord) et Leon Fleisher (2013, Vanguard) ; la jeune génération lui fait aussi honneur, par exemple Dejan Lazić (2008, Channel Classics Records), Maurizio Baglini (2014, Decca), Khatia Buniatishvili (2015, Sony), Maxim Bernard (2017, Pentatone), Federico Colli (2018), Lorenzo Materazzo (2018, Austrian Gramophone), Elisabeth Brauß (Festivaldebüts, 2019, Ruhr festival, vol. 38), Margherita Torretta (14-16 avril 2019, Academy Productions), Bruno Vlahek (2019, Naxos), Michael Korstick (2022, CPO) et Guoda Gedvilaitė (2023, Guenuin).
Au clavecin, elle est enregistrée par Wanda Landowska (1934), Ralph Kirkpatrick (1970, Archiv), Scott Ross (1985, Erato), Maggie Cole (1986, Amon Ra), Rafael Puyana (1988, Harmonia Mundi), Bob van Asperen (1991, EMI), Colin Booth (1994, Olympia), Ton Koopman (1986, Capriccio), Nicolau de Figueiredo (2001, Intrada), Luc Beauséjour (2003, Analekta) et Mario Raskin (2011, Verany).
Emilia Fadini la joue, sur pianoforte, ainsi que Charles Metz, sur un piano-forte carré, fabriqué en 1806 par Clementi (2023, Navona). Marco Ruggeri (2006, MV Cremona) et Heinrich Walther (2023, Organum Classics) l'interprètent à l'orgue.
Leo Brouwer en a donné une transcription pour guitare qu'il a enregistrée pour le label Erato (1974), parmi une douzaine de sonates, ainsi que Alberto Mesirca (2007, Paladino Music) et Craig Ogden dans la transcription d'Owen Bunting (2020, Chandos). Tedi Papavrami a enregistré sa transcription pour violon seul, en 2006 pour le label Æon.

## Sources
: document utilisé comme source pour la rédaction de cet article.
- Ralph Kirkpatrick (trad. de l'anglais par Dennis Collins), Domenico Scarlatti, Paris, Lattès, coll. « Musique et Musiciens », 1982 (1re éd. 1953 (en)), 493 p. (OCLC 954954205, BNF 34689181).
- Alain de Chambure, « Domenico Scarlatti : Intégrale des sonates — Scott Ross », p. 216–217, Erato (2564-62092-2), 1985 (OCLC 891183737) .
- Guy Sacre, La musique pour piano : dictionnaire des compositeurs et des œuvres, vol. II (J-Z), Paris, Robert Laffont, coll. « Bouquins », 1998, 2428 p. (ISBN 978-2-221-08566-0).
- (en) Nancy Lee Harper et Tomás Henriques, « Performing Musical Structure : crux-phi perceptions in Domenico Scarlatti’s sonata K. 380 », dans Proceedings of the fourth Conference on Interdisciplinary Musicology, Conference on Interdisciplinary Musicology, 2008 (lire en ligne [PDF]) — conférence à Thessalonique 3-6 juillet 2008.